# Kalinčiakovo

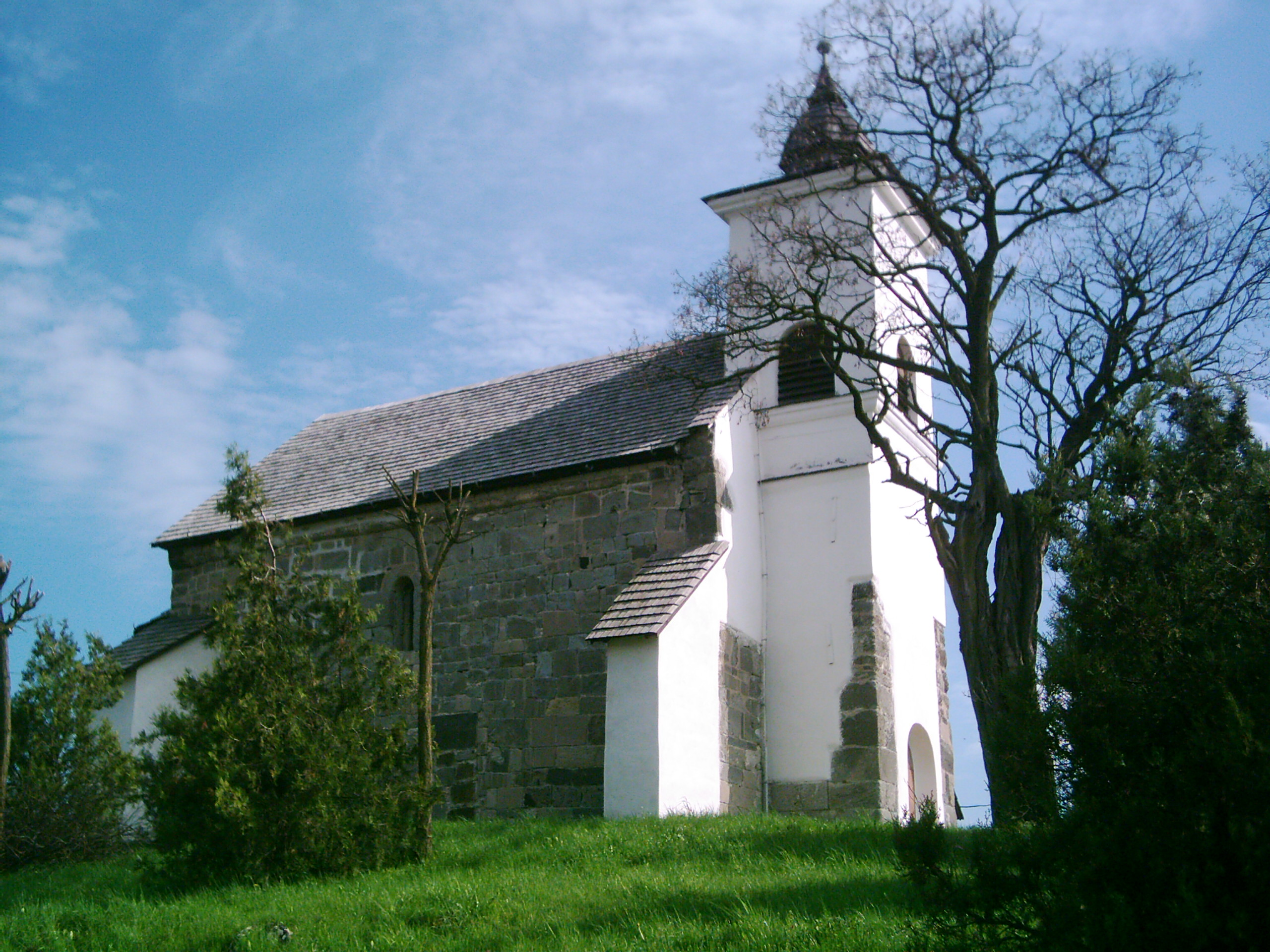
Románský kostel

Kalinčiakovo (do roku 1948 Varšany, maďarsky Hontvarsány) je vesnice v Nitranském kraji, městská část Levic.

## Geografie
Ves se nachází asi 3 km východně od Levic, na silnici II/564 směr Demandice. Leží v Ipeľské pahorkatině, na řece Sikenici.

## Historie
Kalinčiakovo se řadí mezi nejstarší obce Hontianské župy. Ve 12. století zde stál románský kostel. Obec je poprvé zmiňována roku 1242, kdy je uváděna jako Wosyam. Tehdy jej vlastnili synové Šimona Varsányi-Simonyi, jehož rodu patřil do 18. století. Majetky v obci od 15. století měli také Kálnayovci, později Horváthovci, Jánokyovci a Nyáryovci, kteří si je drželi do roku 1945.
Po bitvě u Moháče se jih Slovenska ocitl na hranici křesťanského a islámského světa. Kalinčiakovo se stalo součástí hontianského náhije, jedné z tureckých územně-správní jednotky. Z tureckých daňových soupisů se dozvídáme, že roku 1664 zde ve 44 domech žilo 59 osob. Hlavní obživou obyvatel bylo zemědělství, chov dobytka, vinařství a včelařství.
V roce 1591 po náboženském sporu v Čepregu se obec přidala k reformovaným křesťanům. Roku 1608 se stala součástí tekovského seniorátu. V období protireformace se Kálnayovcům podařilo místní kostel ubránit před konfiskací, takže se zde mohl rozvíjet kalvinismus. Za druhé světové války se Kalinčiakovo stalo součástí Maďarska. Od 1. ledna 1976 tvoří městskou část Levic.

## Pamětihodnosti
- románský kostel
- kaštel
- kostel Panny Marie Růžencové